# Bausch & Lomb Championships 2007

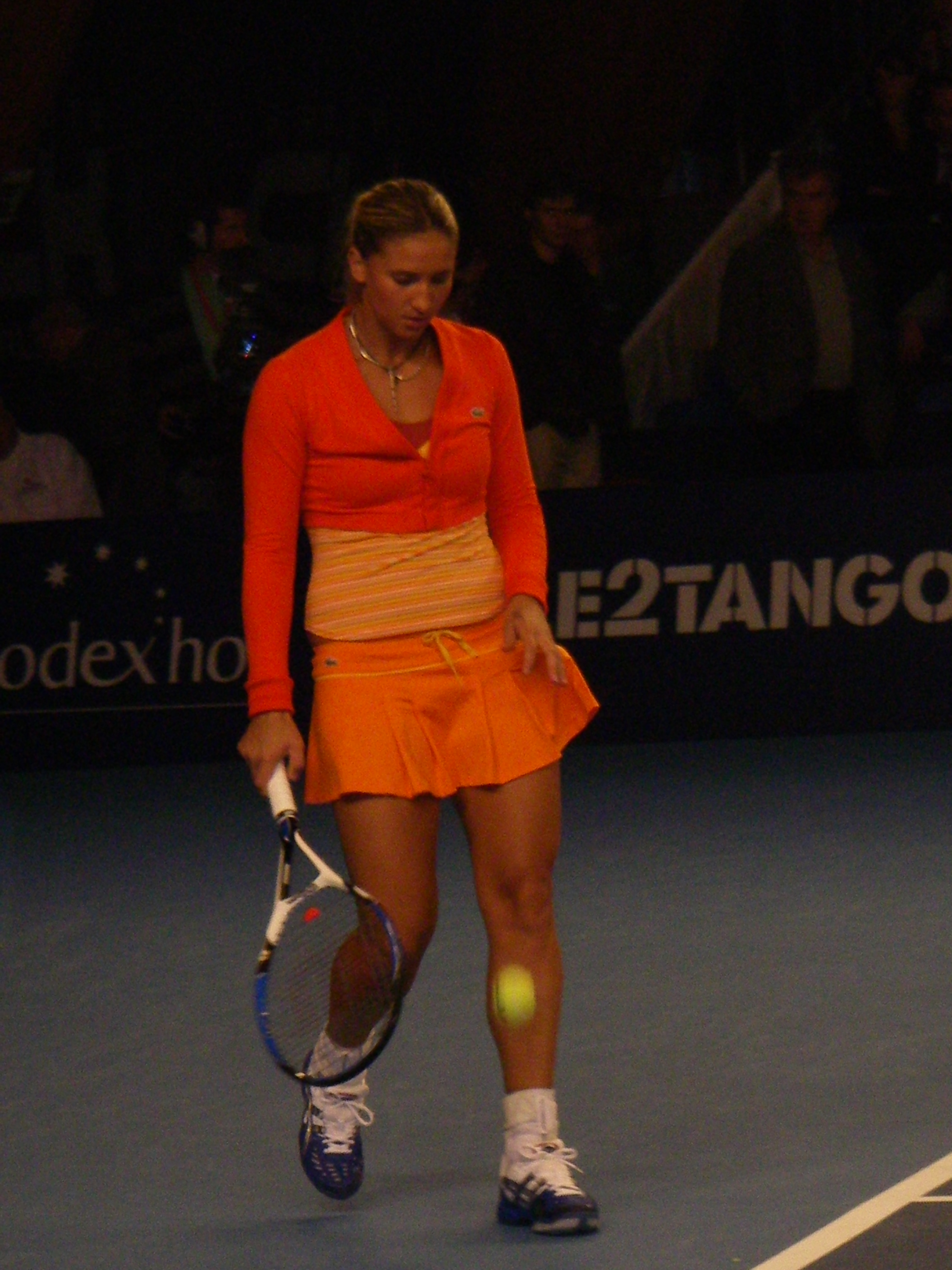
Чемпионка одиночного турнира — Татьяна Головин из Франции.

Bausch & Lomb Championships 2007 — ежегодный женский профессиональный теннисный турнир 2-й категории WTA. Соревнование традиционно проводится на открытых грунтовых кортах в Амелия-Айленде, штат Флорида, США. Соревнования прошли с 2 по 8 апреля — в 28-й раз в истории.
Прошлогодние победители:
- в одиночном разряде —  Надежда Петрова
- в парном разряде —  Синобу Асагоэ и  Катарина Среботник

## Соревнования

### Одиночный турнир
Татьяна Головин обыграла  Надежду Петрову со счётом 6-2, 6-1.
- Головин с 4-й попытки победила в финале соревнования тура ассоциации.
- Петрова уступила свой 1-й финал в сезоне и 7-й за карьеру в туре ассоциации.

### Парный турнир
Мара Сантанджело /  Катарина Среботник обыграли  Анабель Медину Гарригес /  Вирхинию Руано Паскуаль со счётом 6-3, 7-6(4).
- Сантанджело выигрывает свой 2-й титул в сезоне и 3-й за карьеру в туре ассоциации.
- Среботник выигрывает свой 2-й титул в сезоне и 15-й за карьеру в туре ассоциации.